# Collégiale Saint-Martin de Brive-la-Gaillarde
Pour les articles homonymes, voir collégiale Saint-Martin.
La collégiale Saint-Martin de Brive est une ancienne collégiale située à Brive-la-Gaillarde en Corrèze, place Charles de Gaulle. Elle est classée au titre des monuments historiques en 1862.

## Histoire

### Haut Moyen Âge

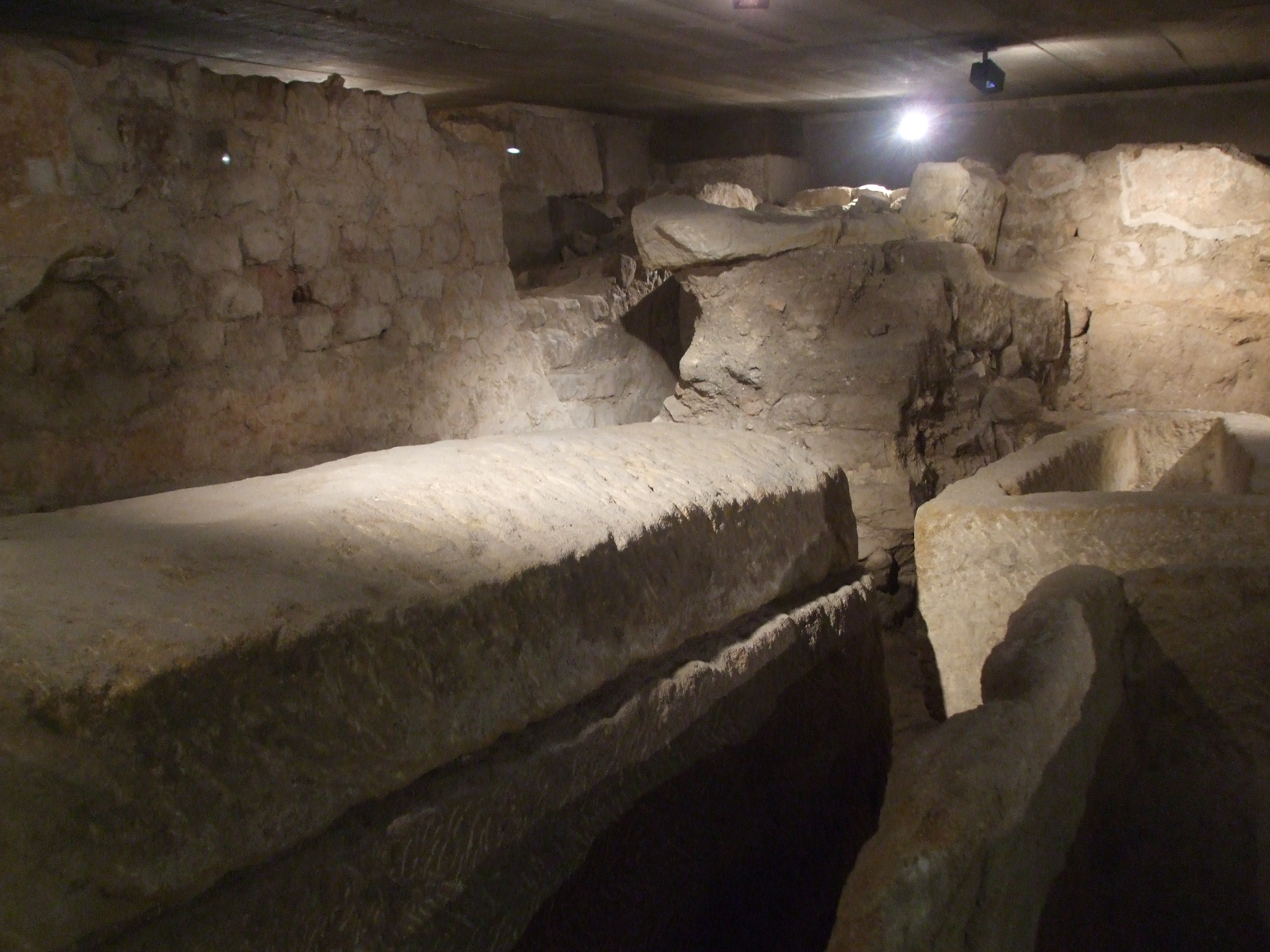
Crypte archéologique : les vestiges de l'église mérovingienne avec les sarcophages de la Memoria

L'évêque de Limoges Rorice envoya des évangélisateurs dans différents lieux habités de son territoire. On trouve Armand à Saint-Junien, Léonard à Noblat, Psalmet à Eymoutiers, le long de la Vienne. Briva Curretia se trouvait au croisement de deux routes, l'une allant de Toulouse à Limoges, l'autre allant de Lyon à Bordeaux. Le territoire était marécageux et une petite agglomération était située sur une petite éminence. Un pont (Briva en gaulois) en bois permettait de franchir la Corrèze et différents affluents qui entouraient ses éminences. C'est dans cette volonté d'évangélisation qu'une implantation chrétienne est entreprise. On trouvait à Brive une église Saint-Pierre sur une des buttes, le Puy-Saint-Pierre. À proximité, une église Saint-Sernin. Sur une deuxième butte va s'élever l'église Saint-Martin en l'honneur de Saint Martin l'Espagnol , martyrisé et mort à Brive. Ce saint serait venu du sud au début du Ve siècle.
Le premier édifice est mentionné par Grégoire de Tours. Cet édifice paléochrétien fut construit à l'emplacement du tombeau de saint Martin l'Espagnol à la fin du Ve siècle. Au VIe siècle, il est reconstruit après un incendie par l'évêque de Limoges Ferréol. Les vestiges découverts en 1986-1988, visibles dans la crypte archéologiques, ont confirmé d'une manière étonnante le récit fait par Grégoire de Tours.
Ces fouilles ont permis de trouver une petite chapelle cimetériale avec des éléments d'une nécropole mérovingienne. Il subsiste de la chapelle primitive quelques éléments de murs. Lors de la deuxième reconstruction par l'évêque Ferréol, cité par Grégoire de Tours, La chapelle a été divisée en deux parties par un mur transversal. Il subsiste des traces d'inscriptions en ocre rouge. Dans le coin nord-est on avait placé un sarcophage trapézoïdal sur un piédestal. Cette disposition était fréquente dans les memoriae de ce type et laisse penser qu'il s'agissait de la tombe du saint. On a aussi trouvé un morceau de colonne.
Ces différents permettent d'imaginer une chapelle rectangulaire de 11 à 12 m de long et 5 m de largeur. Le tombeau du saint ans l'angle nord-est, avec l'autel à côté, face à l'est. Deux murs bas supportant des colonnes et laissant un passage central permettait de séparer le chœur où se tenaient les prêtres du reste de la nef où étaient placés les fidèles.
Les fouilles ont montré qu'il y avait eu une troisième phase de construction correspondant à un agrandissement vers l'est et vers l'ouest de la chapelle. À l'ouest, en plus du prolongement du mur nord, ont été trouvés une cuve baptismale de 1 m de diamètre, des fragments de pavage rouge et blanc. Ces éléments sont caractéristiques de constructions carolingiennes. À l'est a dû être construit un édifice secondaire rectangulaire. Des fragments de colonnes retrouvés pendant les fouilles peuvent faire penser qu'il y avait un ciborium.
Cet édifice peut être rapproché de Saint-Martial de Limoges où la memoria située au-dessus du tombeau de saint Martial est associée à une église dédiée à saint Pierre et une autre à saint Benoît. L'évêque de Limoges a envoyé des clercs pour assurer le culte du saint. Ce type d'organisation se retrouve sur les principaux lieux de cultes de l'évêché de Limoges à cette époque.

### Collégiale
Agrandie, cette collégiale est gérée à la fin du XIe siècle par un collège de chanoines qui adoptent la règle de saint Augustin. Le prieuré de Brive a, semble-t-il, servi de point d'appui à l'évêque de Limoges face aux abbayes de Beaulieu, Uzerche et Tulle.
Les statuts et les biens du prieuré sont confirmés par le pape Eugène III, puis par le pape Innocent III et, en 1231, par le pape Grégoire IX. Les chanoines ont abandonné la vie commune en 1574 mais ils ont assuré le service divin jusqu'à la seconde moitié du XVIIIe siècle. Cependant, leurs difficultés financières les ont conduits à s'unir avec le prieuré de Port-Dieu en 1746.
Le cloître sera détruit en 1764, puis à la Révolution, les bâtiments conventuels sont acquis par la ville et détruits en 1835.
L'église devient église paroissiale. Elle a été classée monument historique en 1862.
En janvier 2025, un homme nu et armé d'un couteau pénètre dans la collégiale. Décrit comme « menaçant », il est abattu par les forces de l'ordre.

## Architecture
La nef reconstruite au XIIIe siècle et remaniée depuis a gardé ses chapiteaux du XIIIe siècle sculptés de crochets, boules, palmettes et cervidés. Les armoiries de la ville ornent la clef de voûte de la chapelle nord de la nef  « collégiale Saint-Martin-de-Brive », notice no IA19000042, sur la plateforme ouverte du patrimoine, base Mérimée, ministère français de la Culture.

## Galerie

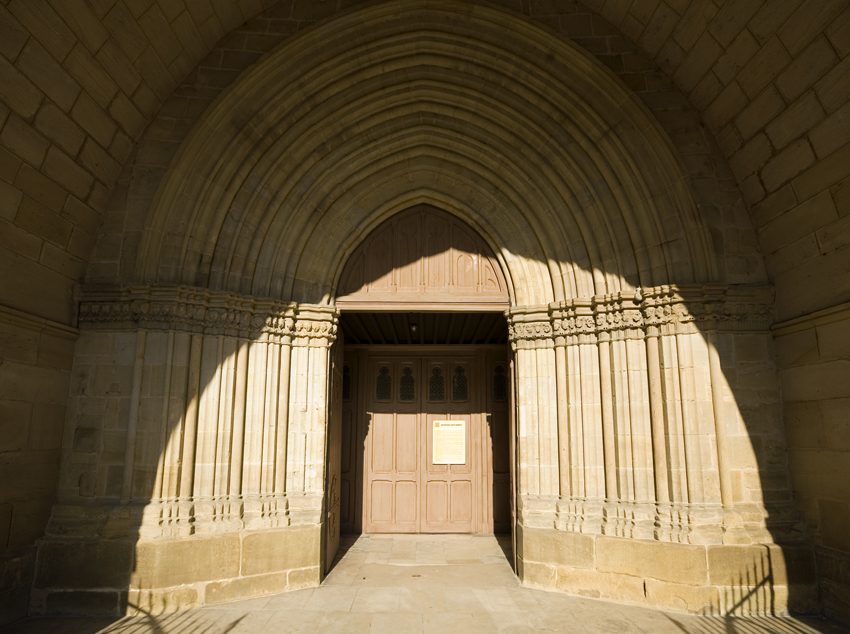
Portail ouest.
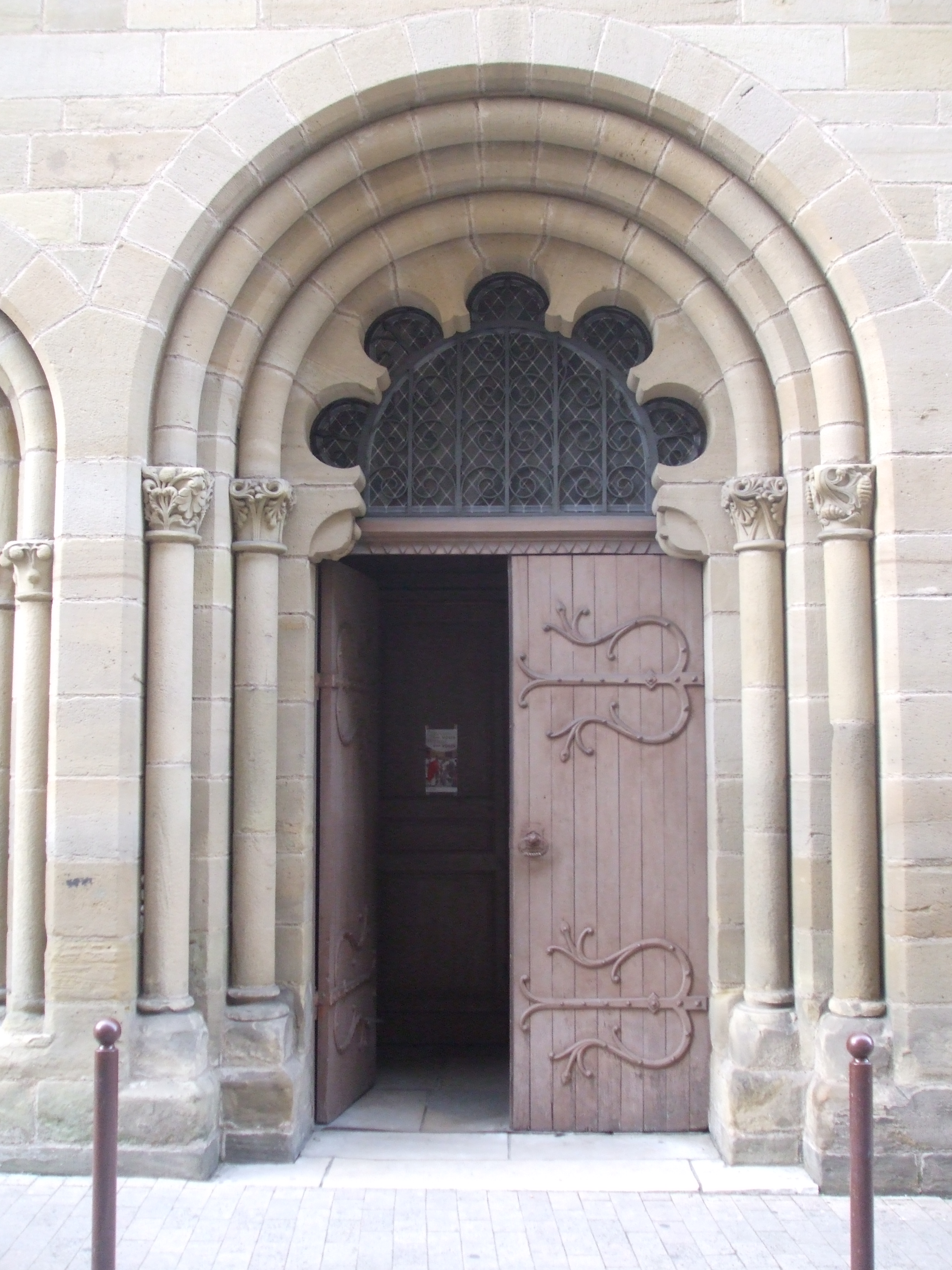
Portail sud.
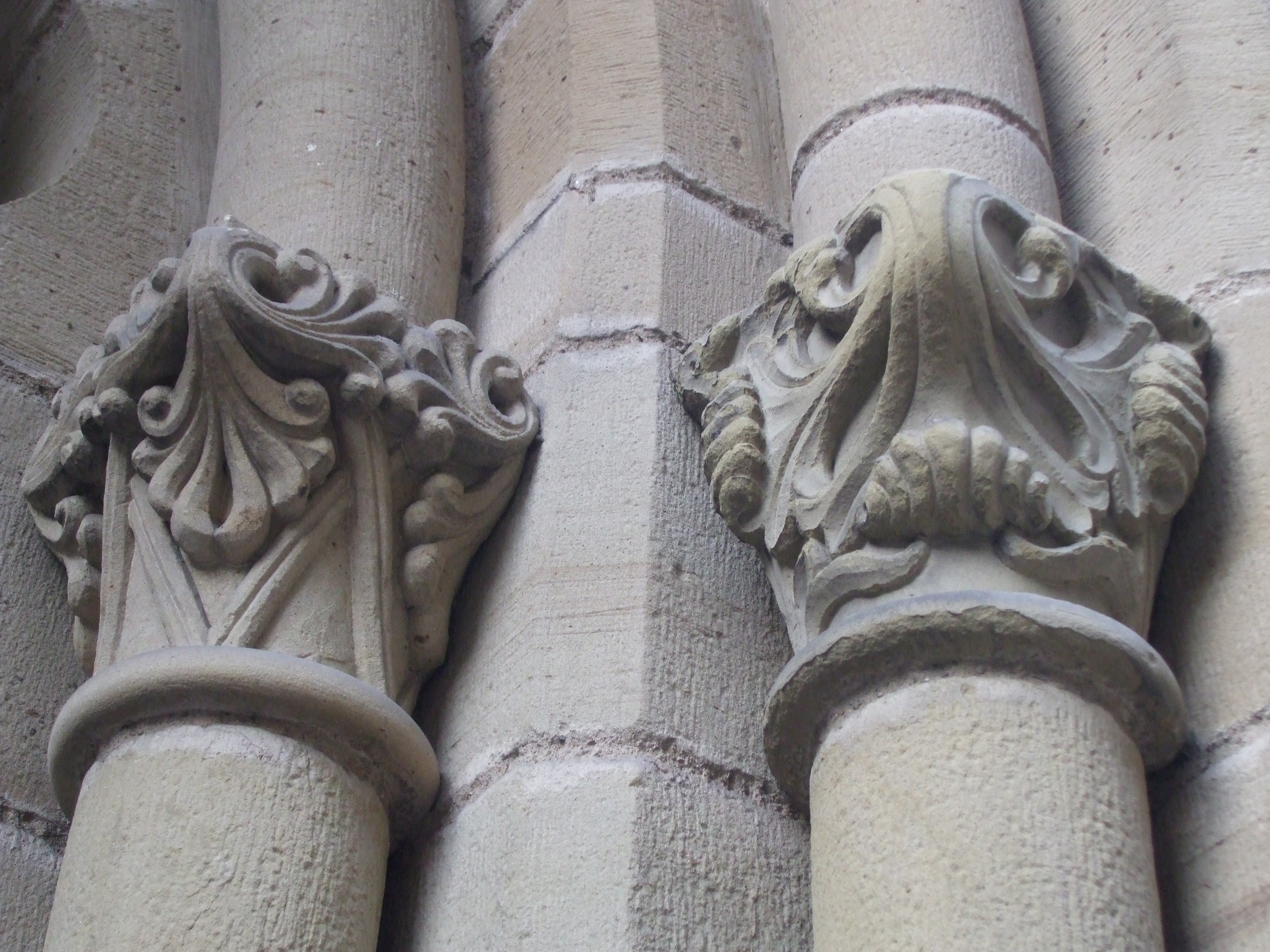
Chapiteaux droits du portail sud.
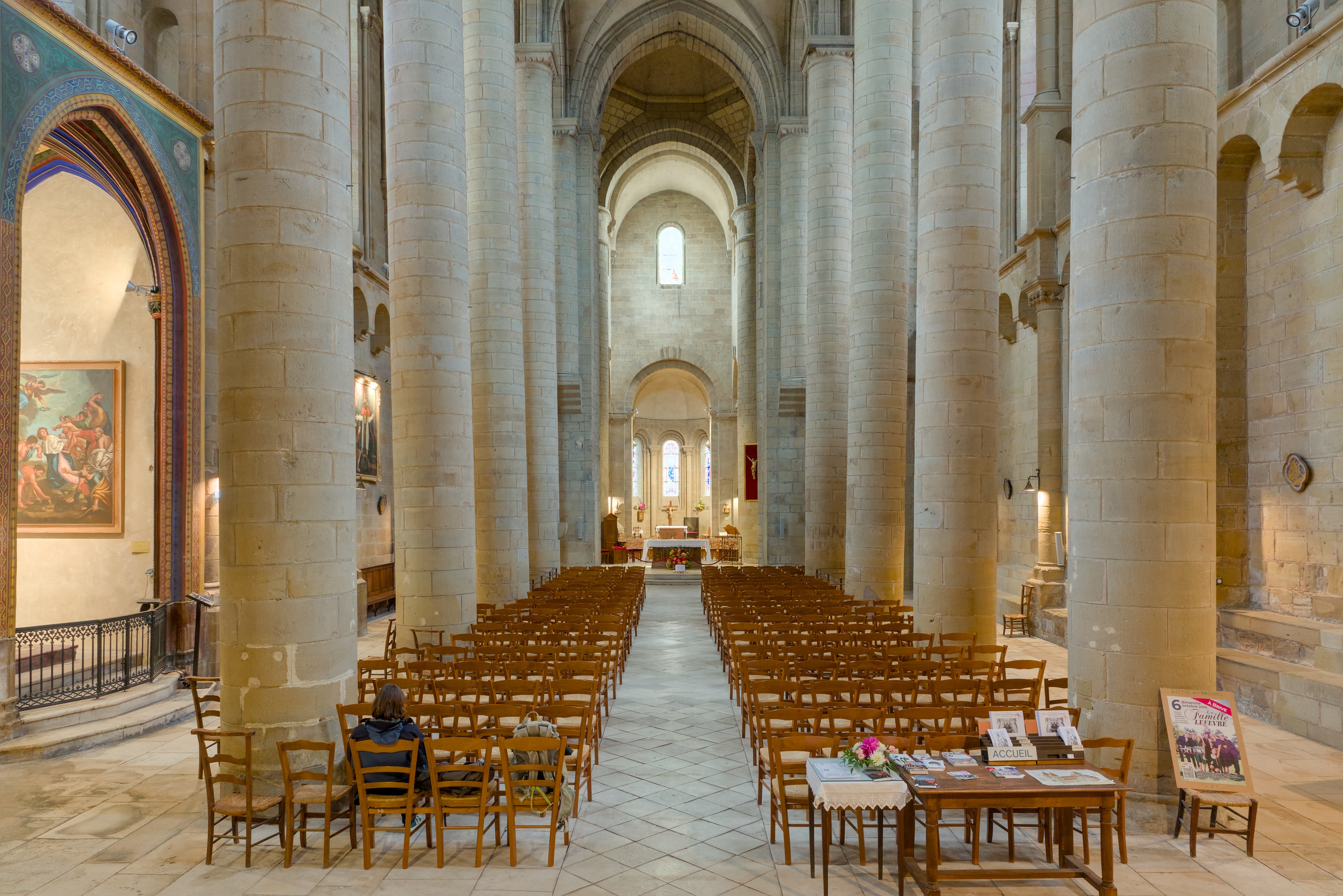
Nef.
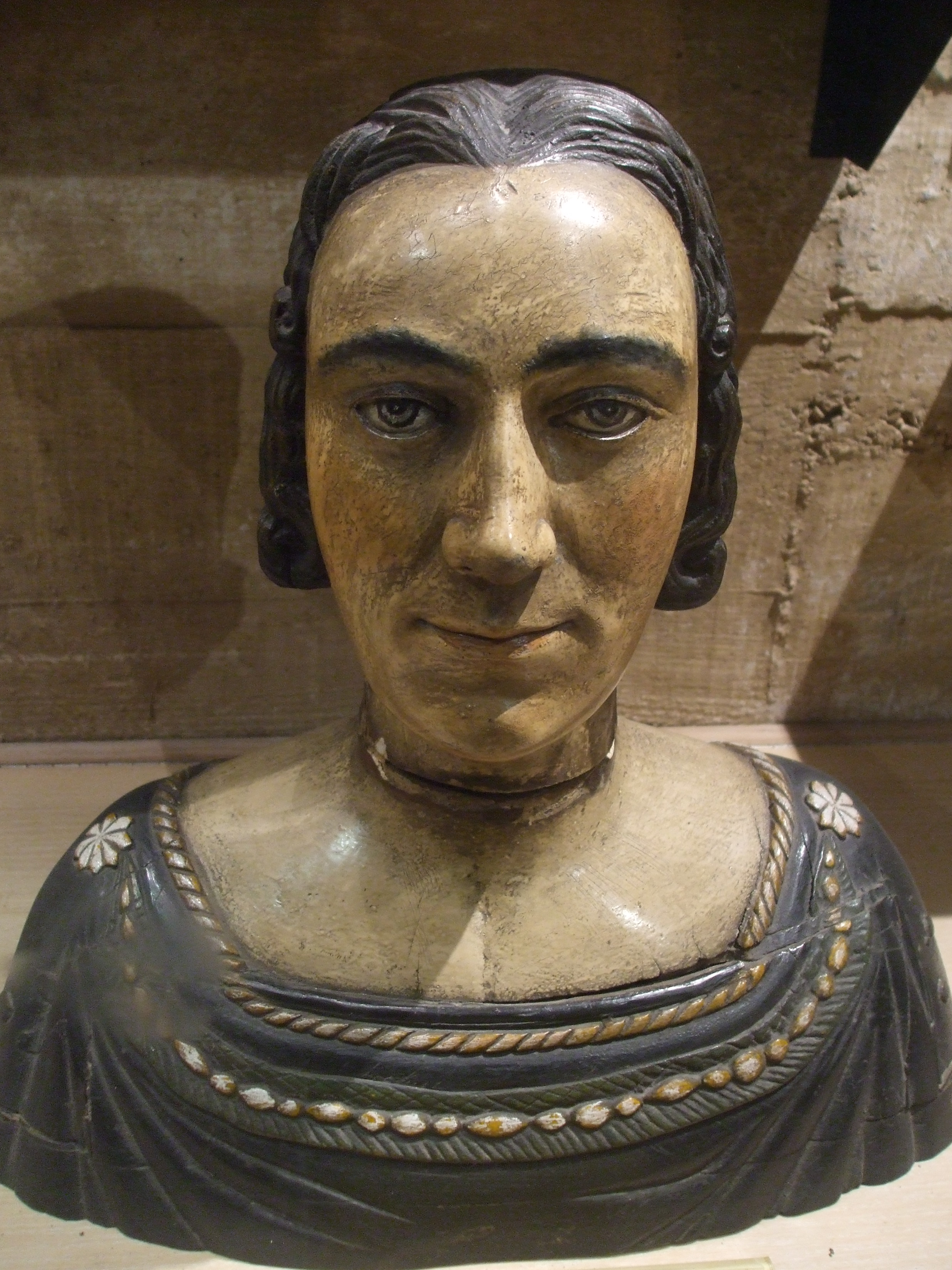
Buste reliquaire dit de Saint Martin.
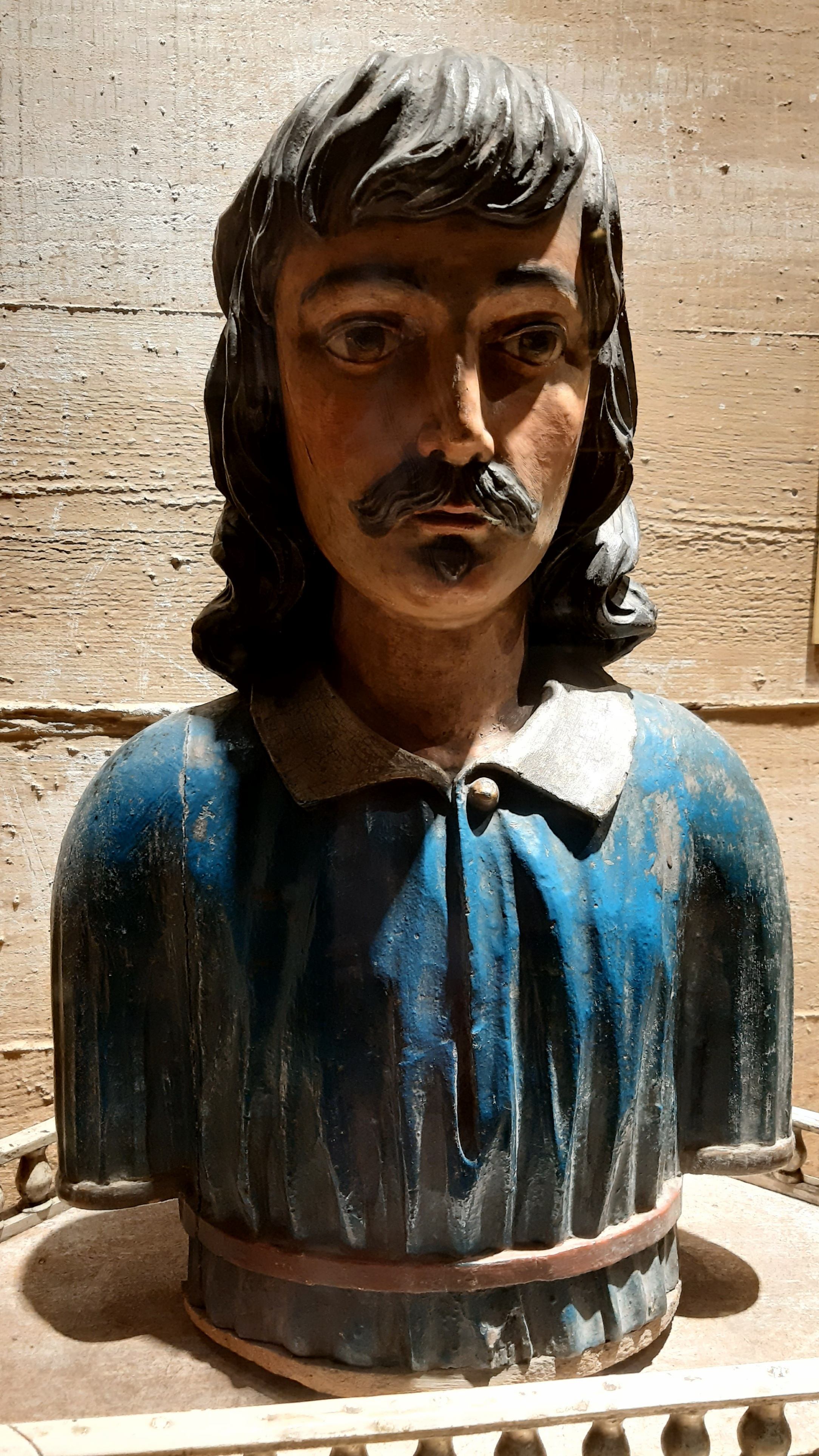
Autre buste reliquaire dit de Saint Martin.
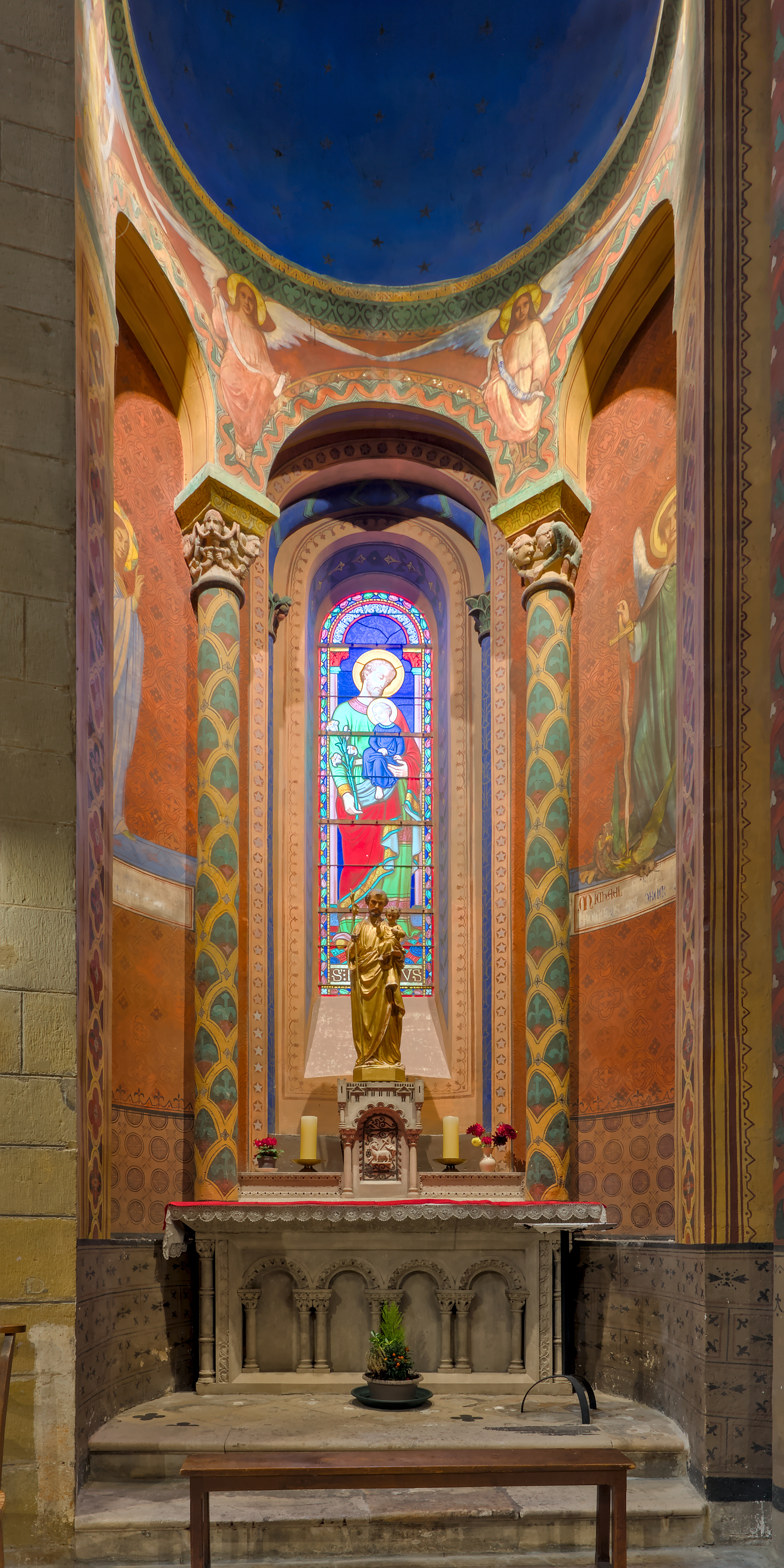
Une chapelle aux murs peints.
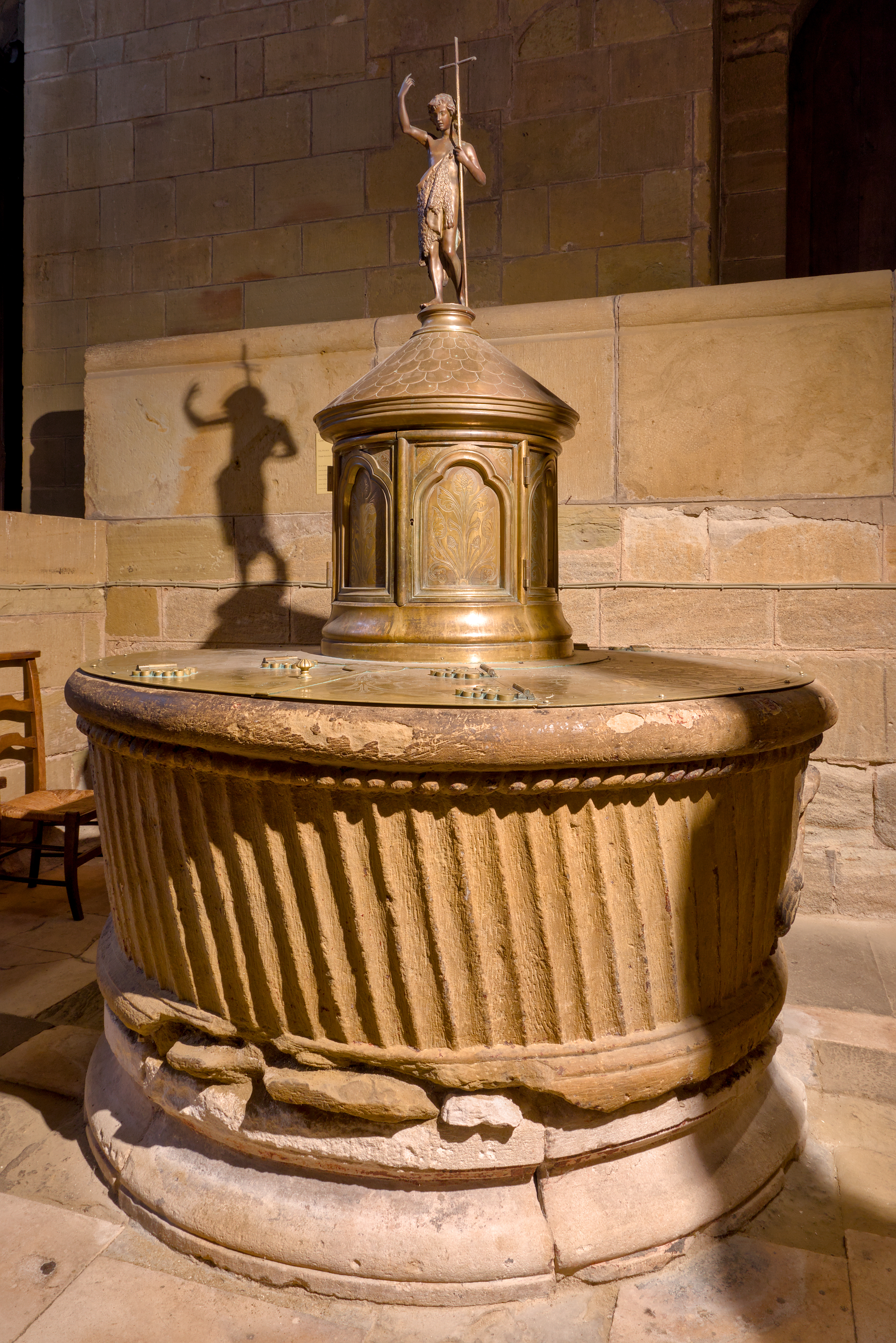
Cuve baptismale (12e siècle) couronnée d'une statuette de Jean-Baptiste (19e siècle).
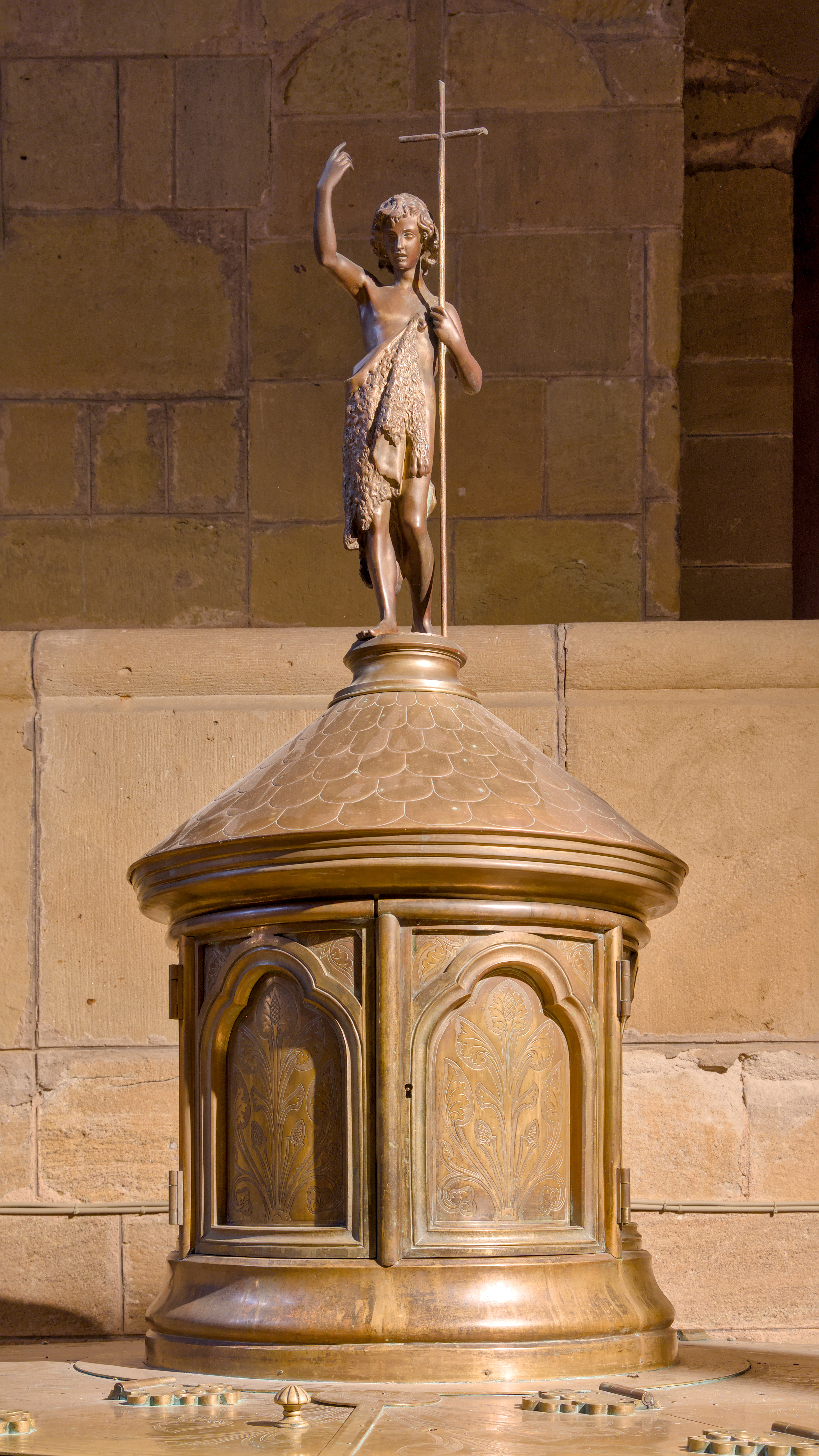
La statuette de Jean-Baptiste surmontant la cuve baptismale.